# Казе Караро (Венеција)
Казе Караро (итал. Case Carraro) је насеље у Италији у округу Венеција, региону Венето.
Према процени из 2011. у насељу је живело 23 становника. Насеље се налази на надморској висини од 2 м.